# Calligrapha knabi
Calligrapha knabi är en skalbaggsart som beskrevs av Brown 1940. Calligrapha knabi ingår i släktet Calligrapha och familjen bladbaggar. Inga underarter finns listade i Catalogue of Life.